# Bothrophora lupina
Bothrophora lupina är en tvåvingeart som först beskrevs av Nils Samuel Swederus 1787.  Bothrophora lupina ingår i släktet Bothrophora och familjen parasitflugor. Inga underarter finns listade i Catalogue of Life.